# Leland Fuller
Leland Fuller (* 16. Februar 1899 in Riverside, Kalifornien; † 9. Oktober 1962 in Hollywood, Los Angeles) war ein US-amerikanischer Szenenbildner beim Film.

## Leben
Leland Fuller begann seine Karriere als Architekt. Ab 1943 stand er als Szenenbildner bzw. Artdirector bei 20th Century Fox unter Vertrag. Dort arbeitete er häufig mit Thomas Little und Lyle R. Wheeler zusammen. Regisseure, unter deren Leitung er wirkte, waren unter anderem Ernst Lubitsch, Otto Preminger, Henry Hathaway, Jean Negulesco, Elia Kazan und Edmund Goulding. 
Im Laufe seiner Karriere wurde Fuller insgesamt sechsmal, unter anderem für Premingers berühmten Film noir Laura (1944), für den Oscar in der Kategorie Bestes Szenenbild nominiert, konnte die Trophäe jedoch nie gewinnen.
Er starb 1962 im Alter von 63 Jahren in Hollywood.

## Filmografie (Auswahl)
- 1943: Ein himmlischer Sünder (Heaven Can Wait) – Regie: Ernst Lubitsch
- 1943: Guadalkanal – die Hölle im Pazifik (Guadalcanal Diary) – Regie: Lewis Seiler
- 1944: Fünf Helden (The Sullivans) – Regie: Lloyd Bacon
- 1944: Laura – Regie: Otto Preminger
- 1945: Dolly Sisters (The Dolly Sisters) – Regie: Irving Cummings
- 1945: Mord in der Hochzeitsnacht (Fallen Angel) – Regie: Otto Preminger
- 1946: Feind im Dunkel (The Dark Corner) – Regie: Henry Hathaway
- 1946: Centennial Summer – Regie: Otto Preminger
- 1947: Der Todeskuß (Kiss of Death) – Regie: Henry Hathaway
- 1947: Endspurt (The Homestretch) – Regie: H. Bruce Humberstone
- 1948: When My Baby Smiles at Me – Regie: Walter Lang
- 1949: Lady Windermeres Fächer (The Fan) – Regie: Otto Preminger
- 1950: Drei kehrten heim (Three Came Home) – Regie: Jean Negulesco
- 1950: Im Dutzend billiger (Cheaper by the Dozen) – Regie: Walter Lang
- 1951: Vierzehn Stunden (Fourteen Hours) – Regie: Henry Hathaway
- 1951: An der Riviera (On the Rivera) – Regie: Walter Lang
- 1951: Golden Girl – Regie: Lloyd Bacon
- 1952: Viva Zapata! – Regie: Elia Kazan
- 1952: Im Dutzend heiratsfähig (Belles on Their Toes) – Regie: Henry Levin
- 1952: Wir sind gar nicht verheiratet (We’re Not Married!) – Regie: Edmund Goulding
- 1953: Gefährtin seines Lebens (The President’s Lady) – Regie: Henry Levin
- 1953: Wie angelt man sich einen Millionär? (How to Marry a Millionaire) – Regie: Jean Negulesco
- 1953: Der unheimliche Untermieter (Man in the Attic) – Regie: Hugo Fregonese
- 1954: Désirée – Regie Henry Koster
- 1955: Die jungfräuliche Königin (The Virgin Queen) – Regie Henry Koster
- 1956: The Girl Can’t Help It – Regie Frank Tashlin
- 1957: Giftiger Schnee (A Hatful of Rain) – Regie Fred Zinnemann
- 1957: Sirene in Blond (Will Success Spoil Rock Hunter?) – Regie Frank Tashlin

## Auszeichnungen
Oscar
Nominiert in der Kategorie Bestes Szenenbild:
- 1945: Laura (zusammen mit Lyle R. Wheeler, Thomas Little)
- 1952: An der Riviera (zusammen mit Lyle R. Wheeler, Joseph C. Wright, Thomas Little, Walter M. Scott)
- 1952: Vierzehn Stunden (zusammen mit Lyle R. Wheeler, Thomas Little, Fred J. Rode)
- 1953: Viva Zapata! (zusammen mit Lyle R. Wheeler, Thomas Little, Claude E. Carpenter)
- 1954: Gefährtin seines Lebens (zusammen mit Lyle R. Wheeler, Paul S. Fox)
- 1955: Desirée (zusammen mit Lyle R. Wheeler, Walter M. Scott, Paul S. Fox)